# Tokyo Ghoul S (film)
Pour plus de détails, voir Fiche technique et Distribution.
Tokyo Ghoul S (東京喰種【S) est un film japonais réalisé par Kazuhiko Hiramaki et Takuya Kawasaki, sorti en 2019. Il s'agit de la suite du film Tokyo Ghoul.

## Synopsis
Après le meurtre du mannequin Margaret par Shuu Tsukiyama, une goule meurtrière aux désirs épicuriens, Tsukiyama arrive à Anteiku et se rapproche de Ken Kaneki. Tsukiyama se lie d'amitié avec Kaneki et désire le manger. Tsukiyama invite Kaneki au restaurant des goules, où Kaneki est capturé, pour être consommé par d'autres goules.  Cependant, après la découverte par Tsukiyama de l'œil de goule de Kaneki et un raid du CCG, Kaneki s'échappe vivant.
Kaneki rencontre Kimi Nishino, une humaine et petite amie de Nishiki Nishio, qui a déjà été blessée par des assaillants. Nishino est plus tard kidnappé par Tsukiyama, qui demande plus tard à manger Kaneki pendant que Kaneki mange Nishino. Nishio et Touka Kirishima, cependant, ripostent contre Tsukiyama et libèrent Nishino. Kirishima avait également l'intention de tuer Nishino car elle était une humaine connaissant l'identité des goules, cependant, après que Nishino ait complimenté le kagune de Kirishima, Kirishima l'épargne.

## Fiche technique
- Titre : Tokyo Ghoul S
- Titre original : 東京喰種【S】
- Réalisation : Kazuhiko Hiramaki et Takuya Kawasaki
- Scénario : Chūji Mikasano d'après le manga Tokyo Ghoul de Sui Ishida
- Musique : Tomomi Oda et Naruyoshi Kikuchi
- Photographie : Satoru Karasawa
- Montage : Yasuyuki Ohzeki et Akira Takeda
- Production : Shōgo Ishizuka et Tomohiro Nagae
- Société de production : Geek Sight et Shōchiku
- Pays :  Japon
- Genre : Action, drame, fantastique, horreur et thriller
- Durée : 101 minutes
- Dates de sortie : 
  -  Japon : 11 juin 2019

## Distribution
- Masataka Kubota : Ken Kaneki
- Maika Yamamoto : Kirishima Tōka
- Nobuyuki Suzuki : Amon Kōtarō
- Hiyori Sakurada : Fueguchi Hinami
- Yō Ōizumi : Kureo Mado
- Yū Aoi : Kamishiro Rize
- Kunio Murai : Yoshimura
- Kai Ogasawara : Hideyoshi Nagachika
- Shun'ya Shiraishi : Nishiki Nishio
- Shōko Aida : Ryoko Fueguchi
- Shuntarō Yanagi : Renji Yomo
- Minosuke Bandō : Uta
- Nozomi Sasaki : Kaya Irimi
- Kenta Hamano : Enji Koma
- Seika Furuhata : Yoriko Kosaka
- Tomoya Maeno : Ippei Kusaba
- Duncan : Hisashi Ogura
- Ryō Iwamatsu : Akihiro Kano
- Rina Saito